# Pseudochirulus herbertensis
Pseudochirulus herbertensis é uma espécie de marsupial da família Pseudocheiridae. Endêmica da Austrália.